# Dinothenarus
Dinothenarus är ett släkte av skalbaggar som beskrevs av Thomson 1858. Dinothenarus ingår i familjen kortvingar.
Släktet innehåller bara arten Dinothenarus pubescens.